# راتشيل كانتو
راتشيل كانتو (بالإنجليزية: Rachael Cantu)‏ هي مغنية ومغنية مؤلفة وملحنة أمريكية، ولدت في 8 يونيو 1981 في مقاطعة أورانج في الولايات المتحدة.

## وصلات خارجية
- الموقع الرسمي
- راتشيل كانتو على موقع ميوزك برينز (الإنجليزية)
- راتشيل كانتو على موقع أول ميوزيك (الإنجليزية)
- راتشيل كانتو على موقع ديسكوغز (الإنجليزية)